# Cao Ly Mục Tông
Cao Ly Mục Tông (Hangeul: 고려 목종, chữ Hán: 高麗 穆宗; 5 tháng 7 năm 980 – 2 tháng 3 năm 1009, trị vì 997 – 1009) là quốc vương thứ 7 của vương triều Cao Ly tại Triều Tiên. Ông là người con duy nhất của Cao Ly Cảnh Tông và Hiến Ai Vương hậu Hoàng Phủ thị.
Ông có tên húy là Vương Tụng (왕송, 王誦), tên chữ là Hiếu Thân (효신, 孝伸).

## Thuở nhỏ
Ông chào đời vào ngày 5 tháng 7 năm 980. Vua Cao Ly Cảnh Tông mất sớm vào năm 981, lúc đó ông mới 1 tuổi nên một tông thất khác đã kế vị, tức Cao Ly Thành Tông, là cậu ruột của ông. Mẹ ông là Hoàng Phủ thị được Cao Ly Thành Tông phong thành Sùng Đức công chúa. Sau đó ông cùng Sùng Đức công chúa bị Cao Ly Thành Tông buộc phải rời khỏi hoàng cung Khai Thành và sống bên ngoài Khai Thành.
Năm 990, Cao Ly Thành Tông phong cho ông (khi đó mới 10 tuổi) làm người kế vị của mình do Thành Tông không sinh được con trai. Ông được Cao Ly Thành Tông sai người đưa vào hoàng cung Khai Thành và nuôi dạy như con ruột của mình. Vợ thứ hai của Cao Ly Thành Tông là Văn Hòa Vương hậu Kim thị đã trực tiếp nuôi dạy Vương Tụng. Vương Tụng lớn lên cùng với Tuyên Chính Vương hậu như em trai với chị gái, Vương Tụng cũng được cho là thích đi theo Tuyên Chính Vương hậu vì bà ta đã chăm sóc ông từ khi còn nhỏ.
Thành Tông băng hà vào ngày 29 tháng 11 năm 997, ngai vàng lại trao trả về cho ông. Ông được lịch sử gọi là Cao Ly Mục Tông.

## Trị vì và nội loạn
Ông lên ngôi vua Cao Ly vào năm 997, tức là vua Cao Ly Mục Tông. Ông đã tôn mẹ mình là Sùng Đức công chúa trở thành Thiên Thu Vương thái hậu (천추태후, 千秋王太后), ngự tại Thiên Thu điện (천추전, 千秋殿), Thiên Thu cung (천추궁, 千秋宮). Mục Tông được nhà Liêu (đời vua Liêu Thánh Tông) chấp thuận. Ông lập Tuyên Chính Vương hậu thành vương hậu của mình. Dù Mục Tông đã trưởng thành nhưng ông đã chọn Thiên Thu Vương thái hậu làm nhiếp chính cho ông. Mạng sống của Vương Tuân (em họ của Mục Tông) lập tức bị đe dọa.
Cao Ly sử viết rằng:
"Mục Tông là một vị vua có tính cách điềm tĩnh và mạnh mẽ, giỏi bắn cung và cưỡi ngựa, thích uống rượu và thích săn bắn. Tuy nhiên, ông không để ý đến việc triều chính."
Ngoài ra, còn có tin đồn rằng Mục Tông và Tuyên Chính Vương hậu đều thích thú với việc kê gian nên có vẻ như đây không phải là một cuộc hôn nhân tốt đẹp giữa hai vợ chồng và họ không có con. Thậm chí, Tuyên Chính Vương hậu có thể khiến ông lên ngôi do ảnh hưởng của gia tộc và có ảnh hưởng đáng kể về chính trị trong bối cảnh được Mục Tông sủng ái, cuộc sống cá nhân của bà ta cũng không mấy hạnh phúc. Mục Tông sau đó sủng ái một cung nữ trong hoàng cung họ Kim và tôn bà ta lên thành Yêu Thạch Trạch cung nhân (요석택궁인, 邀石宅宮人).
Trong khi Han In-gyeong và những người khác đã lãnh đạo một cuộc đảo chính để đánh đuổi Mục Tông và đưa Vương Tuân lên ngôi vua Cao Ly, Mục Tông đã biết được điều này và trừng phạt các thành viên của gia tộc Kim, nhưng sự chống đối lại Mục Tông ngày càng nhiều hơn.
Với tư cách là thái hậu và nhiếp chính, Thiên Thu Vương thái hậu đã triệu nhân tình Kim Trí Dương từ nơi lưu đày vào hoàng cung Khai Thành và bổ nhiệm ông ta làm quan chức triều đình. Dưới sự bảo trợ của bà ta, Kim Trí Dương được thăng chức nhiều lần, từ chức vụ Thông sự xá nhân (통사사인; 通事舍人; t'ongsa sain) lên chức Hữu bộc xạ (우복야; 右僕射; u pogya) và Tam Ty sứ (삼사사; 三司使; samsa sa, vị trí phụ trách cả về tài chính và nhân sự), mang lại quyền lực to lớn. Kim Trí Dương đã sử dụng quyền lực của mình để đưa các thành viên thuộc phe chính trị của mình vào triều đình Cao Ly, chẳng hạn như Lý Châu Trinh (이주정; 李周禎; Yi Chu-chŏng). Ngoài ra, Kim Trí Dương còn thực hiện chính sách ưu tiên Seogyeong, quê hương của Thiên Thu Vương thái hậu, xây dựng các ống dẫn và các đền thờ ở nhiều nơi, chẳng hạn như Tinh Túc tự (성수사, 星宿寺) ở Dongju, nơi sinh của Kim Trí Dương.
Ngày 8 tháng 8 năm 998, trọng thần Từ Hi (Seo Hui) của Cao Ly (người có công lớn trong cuộc chiến chống Khiết Đan xâm lược vào năm 993) qua đời, hưởng thọ 57 tuổi.
Mục Tông được lịch sử ghi nhớ với cải cách điền sài khoa (Jeonsigwa, tức hệ thống phân đất đai) cũng như những nỗ lực khác nhau nhằm tổ chức lại hệ thống quân sự và xây dựng lại thành Seogyeong (nay là Bình Nhưỡng, Triều Tiên) nhằm tăng cường khả năng phòng thủ phía bắc của Cao Ly ngay từ đầu triều đại của ông. Trong thời kỳ Mục Tông cai trị, Cao Ly thường xuyên đối mặt với các trận động đất lớn nhỏ. Mục Tông luôn phải mở quốc khố, phát gạo và tiền cứu giúp các nạn dân trong các trận động đất đó. Thời gian này Mục Tông sắc phong cho Dương Quy (양규, 楊規, Yang Kyu) làm Hình bộ lang trung (형부낭중; 刑部郎中; hyŏngbu nangjung).
Năm 999, nhà Liêu (đời vua Liêu Thánh Tông) mới tiêu diệt sạch sẽ tàn dư Định An Quốc. Người Bột Hải tiếp tục di cư đến Cao Ly (đời vua Cao Ly Mục Tông). Việc này đã đe dọa đến Cao Ly.
Crossley tin rằng theo ghi chép của Cao Ly, những người tị nạn Bột Hải chỉ đến Cao Ly theo nhóm từ vài trăm đến vài nghìn người. Crossley gợi ý rằng tổng số người Bột Hải đến Cao Ly không thể nhiều hơn 100.000, trong khi hàng triệu người Bột Hải vẫn ở trong các vùng lãnh thổ do nhà Liêu (đời vua Liêu Thánh Tông) kiểm soát. Theo Crossley, cũng không rõ liệu họ ở lại, quay lại Bột Hải hay chuyển đi nơi khác như nhà Tống hay Nhật Bản. Theo Kim, giữa thế kỷ 10 và 11, 30.000 hộ gia đình Bột Hải (hơn 100.000 người Bột Hải) đã di cư đến Cao Ly, 94.000 hộ gia đình địa phương (470.000 cư dân Bột Hải) bị người Liêu trục xuất và chỉ có 20.000 gia đình Bột Hải sống ở vùng lãnh thổ cũ của vương quốc Bột Hải, một con số nhỏ hơn đáng kể so với những người di cư đến Cao Ly. Các nhà sử học Triều Tiên và Hàn Quốc thường ước tính có khoảng 100.000 đến 200.000 người Bột Hải đã chạy trốn khỏi lãnh thổ cũ của Bột Hải để đến Cao Ly. Giáo sư sử học Park Jong-gi ước tính rằng có 120.600 người Bột Hải đã chạy trốn khỏi lãnh thổ cũ của Bột Hải để đến Cao Ly, và riêng họ đã chiếm khoảng 6,3% trong tổng số khoảng 2 triệu dân Cao Ly thời kỳ đầu của Cao Ly.
Tuy là Thái hậu và đang làm nhiếp chính cho Mục Tông, nhưng Thiên Thu Vương thái hậu Hoàng Phủ thị lại có nhân tình là Kim Trí Dương (金致陽). Hai người tư thông với nhau và có một người con trai vào năm 1003. Kim Trí Dương sau đó đã âm mưu đưa con trai của mình lên ngai vàng để kế vị Mục Tông, người đang không có con trai để kế vị sau này. Thấy Mục Tông không chịu nghe theo sự chỉ bảo của mình, Thiên Thu Vương thái hậu đã thống nhất với Kim Trí Dương rằng bà ta sẽ đưa con trai của hai người lên kế vị ngôi vua thay cho Mục Tông. Tuy nhiên, vì muốn bảo vệ ngôi vua cho ông, Vương Tuân đã đe dọa kế hoạch này của hai người. Vì lý do này, Thiên Thu Vương thái hậu và Kim Trí Dương đã nhiều lần cố gắng giết cháu trai của mình, Vương Tuân, vì ông ta là vật cản cho việc con trai nhỏ của họ lên ngôi, nhưng lần nào họ cũng thất bại. Người ta tin rằng Thiên Thu Vương thái hậu đã ép Vương Tuân phát thề và rời khỏi hoàng cung Khai Thành bằng cách ép ông ta đi tu và cố gắng giết Vương Tuân bằng cách cử người nhiều lần truy lùng ông ta. May mắn là trụ trì của ngôi chùa mà Vương Tuân tu tập đã thành công trong việc ngăn chặn những nỗ lực ám sát đó. Thời gian đó Thành Mục Trưởng công chúa (성목장공주, 成穆長公主) thường xuyên cùng Vương Tuân (em cùng cha khác mẹ với bà ta) đi chùa Hyeonhwa (현화사) để cầu nguyện cho cha mẹ của bà ta.
Năm 1005, Thôi Xung (최충, 崔沖) đã đi thi khoa cử của Cao Ly (đời vua Cao Ly Mục Tông) và vượt qua kỳ thi lấy bằng chinsa với số điểm cao nhất.
Mục Tông được ghi nhận là đã giữ một số wonchung ("nam tình nhân") trong triều đình của mình với tư cách là "những người em trai hầu cận" (chajewhi), những người phục vụ Mục Tông như bạn tình.
Cao Ly Mục Tông còn được nhớ đến vì âm mưu lật đổ ông của Thiên Thu Vương thái hậu và Kim Trí Dương. Thiên Thu Vương thái hậu và Kim Trí Dương tìm cách thay thế Mục Tông bằng đứa con của bà và Kim Trí Dương, người mà họ đã giới thiệu là con trai của vua Cao Ly Cảnh Tông (cha của Mục Tông). Mục Tông đã tìm cách ngăn cản việc này bởi vì con trai của họ lên ngôi vua Cao Ly thì có nghĩa là đã chấm dứt sự cai trị của dòng họ Vương ở Cao Ly. Tình hình còn phức tạp hơn nữa là tình trạng đồng tính luyến ái của Mục Tông, dẫn đến việc ông không có người thừa kế, và vấn đề tình dục của ông sẽ được dùng làm cái cớ cho việc lật đổ ngôi vua của ông.
Ngày 13 tháng 2 năm 1009, Kim Trí Dương lộng quyền, mưu giết Mục Tông để đoạt ngôi cho con mình. Kim Trí Dương đã phái người đi đốt cháy cung điện hoàng gia Manwoldae, đe dọa giết nhà vua và chiếm lấy quyền lực. Mục Tông bị sốc và lâm bệnh. Kim Trí Dương dẫn đại quân bao vây kinh thành Khai Thành và buộc Thiên Thu Vương thái hậu phải truất ngôi vua của Mục Tông. Khi biết Kim Trí Dương có ý tiêu diệt luôn mình, Thiên Thu Vương thái hậu đích thân lên tường thành Khai Thành chỉ huy quân đội hoàng cung Cao Ly chống đỡ các đợt công thành của phản quân do Kim Trí Dương chỉ huy.
Trước hỗn loạn này, Mục Tông hoảng sợ cho đòi tướng Khang Triệu (康兆) về triều đình Khai Thành (Kaesong) cứu giá. Người đưa thư giúp Mục Tông cho Khang Triệu đã đi ra khỏi Khai Thành thông qua cổng thành phía tây, nơi các tướng của Kim Trí Dương đang bao vây nhưng họ vẫn còn lòng trung thành với Mục Tông. Tuy nhiên trước sự áp đảo về quân số giữa Kim Trí Dương và quân đội hoàng cung Cao Ly, Thiên Thu Vương thái hậu và Mục Tông phải dẫn toàn bộ tướng sĩ, văn võ bá quan, Tuyên Chính Vương hậu Lưu thị, Yêu Thạch Trạch cung nhân Kim thị, người hầu rời bỏ Khai Thành, chạy về phía bắc. Kim Trí Dương đánh chiếm Khai Thành và đưa con trai hắn lên ngai vàng của Cao Ly.
Sau khi nhận được thư, ngay lập tức, Đô tuần kiểm sứ Khang Triệu đã nhanh chóng dẫn đại quân Cao Ly từ Seobukmyeon - đông bắc Cao Ly tiến về Khai Thành. Đô tuần kiểm phó sứ Lý Huyễn Vân (이현운, 李鉉雲) đi theo tháp tùng Khang Triệu. Bị các tướng còn trung thành với Mục Tông phản lại và bị quân đội của Khang Triệu tấn công. Đại quân của Kim Trí Dương bị đánh cho tan tác sau 3 ngày chiếm giữ Khai Thành. Khang Triệu đã cho tống giam Kim Trí Dương và đứa con 6 tuổi của hắn cùng những người ủng hộ hắn (trong đó có Lý Châu Trinh) vào tử lao. Sau đó Thiên Thu Vương thái hậu cùng Mục Tông và các tướng sĩ, văn võ bá quan, Tuyên Chính Vương hậu Lưu thị, Yêu Thạch Trạch cung nhân Kim thị, người hầu mới trở về Khai Thành. Khang Triệu thăng chức cho thuộc cấp của mình là Lý Huyễn Vân lên làm Lại Bộ thị lang (이부시랑; 吏部侍郞; yibu shirang).
Ngay lúc này, Yêu Thạch Trạch cung nhân Kim thị của Mục Tông lại vướng vào vụ tư thông với Kim Long Đại (김융대, Kim Yung-dae). Vụ việc được sử sách ghi lại.
Không ngờ một số quan chức học giả, những kẻ ghét Khang Triệu đã phao tin rằng ông ta muốn cướp ngôi. Một lần nữa, Mục Tông lại kinh sợ, bèn lên kế hoạch trừ khử Khang Triệu, chuẩn bị sai người đi giết Khang Triệu. Nhưng Khang Triệu lại nhanh hơn, đã cùng Lại Bộ thị lang Lý Huyễn Vân dẫn quân đánh vào hoàng cung Khai Thành, giết sạch những kẻ hiềm khích với ông ta. Sau đó Khang Triệu tiến hành đảo chính truất ngôi vua của Mục Tông với cáo buộc rằng ông đã bỏ bê việc bảo vệ đất nước đang gặp nguy hiểm trước cuộc xâm lược của nhà Liêu cũng như cáo buộc rằng sự đồng tính luyến ái của ông là một "căn bệnh" và ông bị buộc phải lưu vong ở Chungju. Kết quả là Thiên Thu Vương thái hậu cũng bị lật đổ hoàn toàn khỏi chính trường Cao Ly.

## Bị truất ngôi và cái chết
Sau cuộc đảo chính, Khang Triệu đã sáp nhập Trung Xu Viện (중추원; 中樞院; chungch'uwon), Ngân Đài (은대; 銀臺; Ŭndae), và Tuyên Huy Viện (선휘원; 宣徽院; sŏnhwiwŏn) vào Trung Đài Sảnh (中臺省; chungdaesŏng) mới được thành lập. Khang Triệu làm người đứng đầu Trung Đài Sảnh, và Lý Huyễn Vân, với tư cách là cấp phó, được bổ nhiệm làm phó trưởng ban.
Khang Triệu cho lưu đày Mục Tông, Tuyên Chính Vương hậu và Thiên Thu Vương thái hậu đến Chungju, phía nam của Cao Ly. Sau vụ tư thông với Kim Long Đại (김융대, Kim Yung-dae) và việc Mục Tông bị lưu đày, Yêu Thạch Trạch cung nhân Kim thị cũng không còn được ghi chép nữa.
Ngày 2 tháng 3 năm 1009, Khang Triệu cho xử tử Kim Trí Dương và con trai 6 tuổi hắn cùng đồng đảng của hắn (trong đó có Lý Châu Trinh). Cùng ngày 2 tháng 3 năm 1009 đó, Mục Tông bị cấp dưới của mình (đã được Khang Triệu hạ lệnh từ trước) ám sát ở Jeokseong-myeon, Paju-si trên đường đến Chungju, nơi sẽ giam giữ Mục Tông, Tuyên Chính Vương hậu và Thiên Thu Vương thái hậu. Năm đó ông được 29 tuổi, được an táng tạm thời tại Cung lăng (恭陵). Sau đó, cuộc đời của Tuyên Chính Vương hậu Lưu thị (vợ của Mục Tông) không được ghi lại trong sử sách nữa, nhưng người ta cho rằng bà ta đã bị giết cùng với Mục Tông. Sau khi chết, Tuyên Chính Vương hậu Lưu thị được thờ trong đền thờ của Mục Tông và hai vợ chồng Mục Tông - Tuyên Chính Vương hậu được chôn cất trong Nghĩa lăng (의릉, 義陵), cùng với thụy hiệu Tuyên Chính được đặt cho bà ta.
Cũng trong ngày 2 tháng 3 năm 1009 đó, Khang Triệu cùng với các đồng minh của mình là Thôi Hàng (최항, 崔沆, Choe Hang), Chae Chung-sun đã đưa Vương Tuân (王詢, 왕순) lên ngôi, tức Cao Ly Hiển Tông. Ngay sau đó, Thiên Thu Vương thái hậu được trả tự do khỏi Chungju và bà đến sống ở Hoàng Châu, về sau được hồi cung và mất ngay năm đó (vào năm 1029).
Thụy hiệu đầy đủ của Mục Tông là Hiếu Tư Uy Huệ Khắc Anh Tĩnh Cung Tuyên Nhượng Đại vương (孝思威惠克英靖恭宣讓大王).

## Gia quyến
- Nội tổ phụ: Cao Ly Quang Tông. Anh/em cùng cha khác mẹ với Đại Mục, Đới Tông và Tuyên Nghĩa.
- Nội tổ mẫu: Đại Mục Vương hậu Hoàng Phủ thị (대목왕후 황보씨).
- Ngoại tổ phụ: Cao Ly Đới Tông.
- Ngoại tổ mẫu: Tuyên Nghĩa vương hậu Liễu thị (선의왕후 류씨).
- Thân phụ: Cao Ly Cảnh Tông.
- Thân mẫu: Hiến Ai Vương hậu Hoàng Phủ thị (헌정왕후 황보씨).

Ông không có bất cứ người con nào. Một số hậu phi của ông được biết đến như sau:
- Tuyên Chính Vương hậu Lưu thị (선정왕후 유씨), con gái của Văn Đức Vương hậu Lưu thị[27] với chồng trước là Hoằng Đức Viện quân. Theo vai vế là chị/em họ với ông. Thụy đầy đủ là Ý Tiết An Hiến Trinh Thận Tương Thánh Nguyên Trinh Tuyên Chính Vương hậu (懿節安獻貞愼襄堅元貞宣正王后; 의절안헌정신양견원정선정왕후).
- Yêu Thạch Trạch cung nhân Kim thị (요석 택 궁인 김씨)

## Trong văn hóa đại chúng
- Được đóng bởi Lee In và Park Ji-bin trong bộ phim truyền hình KBS2 năm 2009 Empress Cheonchu.
- Được đóng bởi Baek Sung-hyun trong bộ phim truyền hình KBS2 năm 2023 Korea–Khitan War.